# Associazione Calcio Martina 1947 2001-2002
Questa pagina raccoglie le informazioni riguardanti l 'Associazione Calcio Martina 1947 nelle competizioni ufficiali della stagione 2001-2002.

## Stagione
Nella stagione 2001-2002 da neopromosso il Martina, ritornato nel calcio professionistico dopo dieci anni, prosegue la sua scalata centrando una nuova promozione. Infatti la squadra pugliese disputa e vince con 67 punti il girone C del campionato di Serie C2, ottenendo la promozione diretta in Serie C1, seguita dal Paternò che ha vinto i Play-off. La squadra bianco azzurra, ben diretta dal tecnico Roberto Chiancone, parte bene, al termine del girone di andata è quarta con 28 punti, poi nel girone di ritorno diventa imprendibile per tutti, raccoglie 39 punti blindando la promozione, contesagli da un'altra sorpresa del torneo, la siciliana Igea Virtus, giunta al secondo posto, con un solo punto in meno dei pugliesi. Il Martina è stato trascinato dal barese Giacchino Prisciandaro, che con 22 reti ha vinto anche la classifica marcatori del girone C. Meno bene ha fatto la squadra biancoazzurra nella Coppa Italia di Serie C, inserita nel girone Q di qualificazione, che è stato vinto vinto da Taranto e Tricase, infatti vi ha raccolto solo due pareggi e due sconfitte.

## Rosa
| N. |                   | Ruolo | Calciatore          |
| -- | ----------------- | ----- | ------------------- |
|    | Italia (bandiera) | D     | Marco Ambrogioni    |
|    | Italia (bandiera) | D     | Pietro Assennato    |
|    | Italia (bandiera) | C     | Vincenzo Berti      |
|    | Italia (bandiera) | C     | Giuseppe Branà      |
|    | Italia (bandiera) | C     | Umberto Calcagno    |
|    | Italia (bandiera) | C     | Antonino Cardinale  |
|    | Italia (bandiera) | C     | Massimo Carnevale   |
|    | Italia (bandiera) | D     | Moris Carrozzieri   |
|    | Italia (bandiera) | C     | Stefano Cognata     |
|    | Italia (bandiera) | C     | Gabriele Davanzante |
|    | Italia (bandiera) | D     | Roberto De Giosa    |
|    | Italia (bandiera) | D     | Davide Deicco       |
|    | Italia (bandiera) | D     | Antonio D'Onghia    |
|    | Italia (bandiera) | C     | Pietro Fanelli      |

| N. |                    | Ruolo | Calciatore\|            |
| -- | ------------------ | ----- | ----------------------- |
|    | Italia (bandiera)  | D     | Cristiano Gagliarducci  |
|    | Italia (bandiera)  | D     | Antonio Gallù           |
|    | Nigeria (bandiera) | A     | Hashimu Garba           |
|    | Italia (bandiera)  | C     | Antonio Matarangolo     |
|    | Italia (bandiera)  | P     | Roberto Maurantonio     |
|    | Italia (bandiera)  | D     | Davide Mazzotta         |
|    | Italia (bandiera)  | A     | Orazio Mitri            |
|    | Italia (bandiera)  | A     | Ivano Montanaro         |
|    | Italia (bandiera)  | P     | Paolo Onorati           |
|    | Italia (bandiera)  | A     | Walter Piccioni         |
|    | Italia (bandiera)  | C     | Pietro Pinto            |
|    | Italia (bandiera)  | C     | Massimo Pizzulli        |
|    | Italia (bandiera)  | A     | Gioacchino Prisciandaro |
|    | Italia (bandiera)  | D     | Stefano Sottili         |

## Risultati

### Serie C2 - girone C

#### Girone di andata
| Arbitro: | Ciancaleoni (Foligno) |

|            |           |  |
| Scarpa 25’ | Marcatori |  |

| Arbitro: | Tagliavento (Terni) |

|                                          |           |  |
| Carnevale 23’ Mitri 42’ Prisciandaro 53’ | Marcatori |  |

| Arbitro: | C. Rubino (Salerno) |

|          |           |                  |
| Gatti 8’ | Marcatori | 41’ Prisciandaro |

| Arbitro: | Lops (Torino) |

|                         |           |                           |
| Prisciandaro 53’ (rig.) | Marcatori | 58’ De Sanzo 68’ G. Russo |

| Arbitro: | Ciliberto (Merano) |

|                   |           |                       |
| Baratto 4’ (rig.) | Marcatori | 23’, 34’ Prisciandaro |

| Arbitro: | Giachero (Pinerolo) |

|                                      |           |                    |
| Prisciandaro 22’, 26’, 54’ Mitri 37’ | Marcatori | 14’, 39’ Calvaresi |

| Arbitro: | Giordano (Caltanissetta) |

|             |           |                                       |
| Colonna 10’ | Marcatori | 22’ (rig.) Prisciandaro 59’ Carnevale |

| Arbitro: | Rodomonti (Teramo) |

|               |           |  |
| Montanaro 51’ | Marcatori |  |

| Arbitro: | Bernardoni (Modena) |

|             |           |                  |
| Micciola 7’ | Marcatori | 35’ Prisciandaro |

| Arbitro: | Zambon (Padova) |

|                            |           |              |
| Prisciandaro 64’ Mitri 70’ | Marcatori | 90+1’ Pierri |

| Arbitro: | Valensin (Milano) |

|               |           |                             |
| Carnevale 25’ | Marcatori | 27’ Mariniello 83’ La Porta |

| Arbitro: | Capozzi (Vicenza) |

|                |           |           |
| Insanguine 49’ | Marcatori | 32’ Mitri |

| Arbitro: | Di Renzo (Ostia Lido) |

|                    |           |  |
| Berti 5’ Pinto 87’ | Marcatori |  |

| Arbitro: | Benedetti (Vicenza) |

|                       |           |  |
| Battistini 87’ (rig.) | Marcatori |  |

| Martina Franca 9 dicembre 2001 15ª giornata | Martina           | 0 – 0 | Frosinone | Stadio Giuseppe Domenico Tursi\| Arbitro: \| Latella (Potenza) \| |
| Arbitro:                                    | Latella (Potenza) |       |           |                                                                   |

| Arbitro: | D'Aguanno (Marsala) |

|                          |           |  |
| Manfredi 87’ Falco 90+2’ | Marcatori |  |

| Arbitro: | Nappi (Napoli) |

|                |           |  |
| Ambrogioni 10’ | Marcatori |  |

#### Girone di ritorno
| Arbitro: | Marelli (Como) |

|                                       |           |                     |
| Cardinale 44’ Prisciandaro 81’ (rig.) | Marcatori | 48’ (rig.) Marcatti |

| Arbitro: | P. Rossi (Forlì) |

|                  |           |                               |
| Erbini 5’ (rig.) | Marcatori | 66’ Calcagno 71’ Prisciandaro |

| Arbitro: | Niccolai (Livorno) |

|                  |           |  |
| Prisciandaro 88’ | Marcatori |  |

| Arbitro: | Giammillaro (Messina) |

|  |           |                                         |
|  | Marcatori | 13’, 39’ Prisciandaro 71’ (aut.) Milone |

| Arbitro: | Torella (Roma) |

|                                                      |           |  |
| Mitri 11’ Calcagno 23’ Cardinale 48’ W. Piccioni 76’ | Marcatori |  |

| Arbitro: | Lambertini (Bologna) |

|                          |           |                                  |
| Pagana 54’ R. Napoli 86’ | Marcatori | 11’ W. Piccioni 46’ Prisciandaro |

| Arbitro: | Pantana (Macerata) |

|                 |           |  |
| W. Piccioni 22’ | Marcatori |  |

| Arbitro: | Cenni (Imola) |

|              |           |  |
| Frisenda 59’ | Marcatori |  |

| Arbitro: | Ciampi (Pisa) |

|                                  |           |  |
| Prisciandaro 34’ W. Piccioni 39’ | Marcatori |  |

| Arbitro: | Ioseffi (Siena) |

|                        |           |               |
| Nocera 29’ Puglisi 54’ | Marcatori | 51’ Assennato |

| Arbitro: | Carlucci (Molfetta) |

|                                       |           |                                       |
| Vantaggiato 43’ (rig.) Cianciotta 78’ | Marcatori | 5’ Ambrogioni 18’ (rig.) Prisciandaro |

| Arbitro: | Tonin (Piombino) |

|                                |           |  |
| Carnevale 14’ Prisciandaro 75’ | Marcatori |  |

| Arbitro: | Liberti (Genova) |

|             |           |                              |
| Fonseca 65’ | Marcatori | 32’ W. Piccioni 71’ Calcagno |

| Arbitro: | Saveri (Viterbo) |

|                                                |           |           |
| W. Piccioni 31’ Assennato 45’ Prisciandaro 66’ | Marcatori | 32’ Bedin |

| Arbitro: | Rocchi (Firenze) |

|  |           |                            |
|  | Marcatori | 72’ Ambrogioni 90+4’ Garba |

| Arbitro: | Girardi (San Donà di Piave) |

|                                 |           |             |
| Prisciandaro 31’ Mitri 41’, 50’ | Marcatori | 8’ Mirabile |

| Arbitro: | Ponzalli (Firenze) |

|                |           |                 |
| S. Sibilli 86’ | Marcatori | 90+3’ Carnevale |

### Coppa Italia di Serie C

#### Girone Q
| Arbitro: | Carlucci (Molfetta) |

|                        |           |                  |
| Riganò 25’ (rig.), 54’ | Marcatori | 49’ Prisciandaro |

| Arbitro: | Landolfo (Frattamaggiore) |

|                  |           |                        |
| Prisciandaro 21’ | Marcatori | 44’ Buono 63’ Fumarola |

| Arbitro: | Squillace (Catanzaro) |

|              |           |           |
| Pilleddu 54’ | Marcatori | 48’ Mitri |

| Martina Franca 26 agosto 2001 4ª giornata | Martina        | 0 – 0 | Nardò | Stadio Giuseppe Domenico Tursi\| Arbitro: \| Nappi (Napoli) \| |
| Arbitro:                                  | Nappi (Napoli) |       |       |                                                                |

| 29 agosto 2001 5ª giornata |  | – Turno di riposo Martina |  |  |